# 제2차 세계 대전의 전구와 전역 목록
다음은 제2차 세계 대전 시기 발발한 여러 전투와 군사 작전을 세부 전장, 전구, 전역으로 구분한 제2차 세계 대전의 전구와 전역 목록이다.

## 2차대전 이전

### 아시아
- 일본의 만주 침공 (1931년 9월 18일 - 1932년 2월 26일)
- 제1차 상하이 사변 (1932년 1월 28일 - 3월 3일)
- 열하사변 (1933년 1월 1일 - 5월 31일)
- 내몽골 작전 (1933년 5월 26일 - 10월)
- 쑤이위안 전역 (1936년 10월 - 11월)
- 중일 전쟁 (1937년 7월 7일 - 1945년 9월 9일)
- 할힌골 전투 (1939년 5월 11일 - 9월 16일)

### 유럽 및 아프리카
- 제2차 이탈리아-에티오피아 전쟁 (1935년 10월 3일 - 1937년 2월 19일)
- 스페인 내전 (1936년 7월 17일 - 1939년 4월 1일)
- S 계획 (1939년 1월 16일 - 1940년 4월)
- 슬로바키아-헝가리 전쟁 (1939년 3월 23일 - 31일)
- 이탈리아의 알바니아 침공 (1939년 4월 7일 - 12일)

## 전역

### 유럽 전구

#### 북유럽 전선
- 제2차 세계 대전 기간 북유럽 국가의 군사 작전 목록
- 노르웨이 전역 (1940년 4월 - 6월)
- 제2차 소련-핀란드 전쟁 (1941년 6월 25일 - 1944년 9월 19일)
- 라플란드 전쟁 (1944년 10월 1일 - 1945년 4월 25일)
- 핀마르크 해방 (1944년 10월 23일 - 1945년 4월 26일)

#### 서부 전선
- 가짜 전쟁 (1939년 10월 - 1940년 4월)
- 프랑스 공방전 (베네룩스 국가 포함, 1940년 5월 - 6월)
- 영국 본토 항공전 (바다사자 작전 계획 포함, 1940년 7월 - 10월)
- 서부 전선 (1944-1945년)
  - 연합국 원정군 최고사령부 (SHAEF) 1943년 말부터 1945년 5월까지 활동.
  - 오버로드 작전 (1944년 6월 - 8월)
  - 북프랑스 전역 (1944년 7월 - 9월)
  - 남프랑스 전역 (용기병 작전, 1944년 8월 - 9월)
  - 지크프리트 방어선 전투 (1944년 8월 - 12월)
  - 서구 연합군의 독일 침공 (1945년 3월 - 5월)

#### 동부 전선
- 동부 전선 (1941년 6월 - 1945년 5월)
- 제2차 소련-핀란드 전쟁 (1941년 6월 25일 - 1944년 9월 19일)

#### 지중해 및 중동
- 연합군 본부(AFHQ) 1942년 말부터 1945년 5월까지 활동
- 지브롤터 (1939년 9월 9일 - 1944년 5월 28일)
- 아드리아해 전역 (1939년 4월 7일 - 1945년 5월 15일)
- 팔레스타인 (1940년 6월 - 1941년 6월)
- 동아프리카 전역 (1940년 6월 10일 - 1941년 11월 27일)
- 북아프리카 전역 (1940년 6월 10일 - 1943년 5월 13일)
  - 서부 사막 전역 (1940년 6월 11일 - 1943년 2월 4일)
  - 프랑스령 북아프리카 (1942년 11월 8일 - 16일)
  - 튀니지 전역 (1942년 11월 17일 - 1943년 5월 13일)
- 몰타 (1940년 6월 11일 - 1942년 11월 20일)
- 바레인 (1940년 10월 19일)
- 그리스-이탈리아 전쟁 (1940년 10월 28일 - 1941년 4월)
- 유고슬라비아 침공 (1941년 4월)
- 그리스 공방전 (1941년 4월)
- 크레타 전투 (1941년 5월 - 6월)
- 유고슬라비아 전선 (1941년 4월 - 1945년 5월)
- 영국-이라크 전쟁 (1941년 5월 2일 - 31일)
- 시리아-레바논 전역 (1941년 6월 8일 - 7월 14일)
- 영국-소련의 이란 침공 (1941년 8월 25일 - 31일)
- 연합군의 시칠리아 침공 (1943년 7월 9일 - 8월 17일)
- 이탈리아 전역 (1943년 7월 10일 - 1945년 5월 2일)
- 코르시카섬 (1943년 8월)
- 도데카니사 전역 (1943년 9월 8일 - 11월 22일)
- 남프랑스 (1944년 8월 15일 - 9월 14일)
- 알프스 (1945년 3월 23일 - 5월 2일)

### 아시아-태평양 전구
- 중일 전쟁 (1941년 12월 8일 - 1945년 9월 9일)
- 태평양 전쟁
- 미국-영국-네덜란드-오스트레일리아 사령부 (ABDA 사령부)
- 아시아-태평양 전구
  - 태평양 해역
  - 서남태평양 해역 (사령부)
- 동남아시아 전구
  - 버마 전역
  - 중국 버마 인도 전구
- 일본 전역
  - 가잔·류큐 열도 전역
- 소련-일본 전쟁
  - 만주 전략공세작전

### 기타 전구
- 아메리카 전구
- 오스트레일리아
- 그린란드
- 남극
- 프랑스령 서아프리카
- 마다가스카르 전투

### 해전
- 대서양 전투
- 북극해 호송대
- 지중해 해전
- 인도양 전구

### 공중전
- 영국 본토 항공전
- 제2차 세계 대전 기간의 전략 폭격
- 히로시마·나가사키 원자폭탄 투하

## 동시기 전쟁
- 국공 내전 (1927년 4월 12일 - 1950년 5월 1일)
- 중일 전쟁 (1937년 7월 7일 - 1945년 9월 9일)
- S 계획 (1939년 1월 16일 - 1940년 4월)
- 소련-일본 국경 분쟁 (1939년 5월 11일 - 9월 16일)
- 겨울 전쟁 (1939년 11월 - 1940년 3월)
- 프랑스-태국 전쟁 (1940년 9월 1일 - 1941년 5월 9일)
- 에콰도르-페루 전쟁 (1941년 7월 5일 - 1942년 1월 31일)
- 아일랜드 북부 전역 (1942년 9월 2일 - 1944년 12월)
- 그리스 내전 (1944년 12월 3일 - 1949년 10월 16일)
- 아프가니스탄 부족 봉기 (1944년 4월 - 1947년 1월 11일)

## 같이 보기
- 제2차 세계 대전의 전구 및 전역 분류
  - 제2차 세계 대전의 전역 분류
  - 제2차 세계 대전의 군사 작전 분류